# HD 20868
Intan eller HD 20868 är en ensam stjärna belägen i den mellersta delen av stjärnbilden Ugnen. Den har en skenbar magnitud av ca 9,92 och kräver ett teleskop för att kunna observeras. Baserat på parallax enligt Gaia Data Release 2 på ca 20,9 mas, beräknas den befinna sig på ett avstånd på ca 156 ljusår (ca 48 parsek) från solen. Den rör sig bort från solen med en heliocentrisk radialhastighet på ca 46 km/s.

## Nomenklatur
HD 20868 fick på förslag av Malaysia namnet Intan i NameExoWorlds-kampanjen som 2019 anordnades av International Astronomical Union. Intan betyder ’diamant’ på malajiska.

## Egenskaper
HD 20868 är en orange till gul underjättestjärna av spektralklass K3/4 III-V. Den har en massa som är ca 0,76 solmassor, en radie som är ca 0,73 solradier och har ca 0,26 gånger solens utstrålning av energi från dess fotosfär vid en effektiv temperatur av ca 4 800 K.

## Planetssystem
I oktober 2008 rapporterades en exoplanet, HD 20868 b. Objektet upptäcktes med hjälp av metoden för mätning av radiell hastighet inom sökprogram som utförs med HARPS-spektrografen. Omloppsdata anger att den är en jätteplanet i en mycket elliptisk bana runt värdstjärnan.
| Planet         | Massa           | Halv storaxel (AE) | Siderisk omloppstid (d) | Excentricitet | Inklination | Radie |
| -------------- | --------------- | ------------------ | ----------------------- | ------------- | ----------- | ----- |
| b (obekräftad) | ≥1,99 ± 0,05 MJ | 0,947 ± 0,012      | 380,85 ± 0,09           | 0,75 ± 0,002  | -           | -     |